# Polycentropus denningi
Polycentropus denningi är en nattsländeart som beskrevs av Smith 1962. Polycentropus denningi ingår i släktet Polycentropus och familjen fångstnätnattsländor. Inga underarter finns listade i Catalogue of Life.